# Ивана Максимовић
Ивана Максимовић Анђушић (рођена 2. маја 1990. у Београду) је српска спортисткиња и репрезентативка Србије у стрељаштву. Овим спортом бави се од 2002. године и до 2013. била је чланица стрељачког клуба „Нови Београд Ушће“, а крајем 2013. прешла је у новоосновани стрељачки клуб „Академија Максимовић“. Бележи запажене успехе прво као вишеструки шампион државе у јуниорским и сениорским категоријама, а касније и на међународним такмичењима. Била је носилац заставе Србије на церемонији отварања Олимпијских игара 2016. у Рију.
Ћерка је Горана Максимовића, некадашњег српског стрелца и освајача златне медаље на Летњим олимпијским играма у Сеулу 1988. године.

## 2010.
Светско првенство (Минхен): бронзана медаља (МК пушка 50м тростав, екипно са Андреом Арсовић и Лидијом Михајловић).

## 2011.
Светски куп (Ј. Кореја): бронзана медаља (ваздушна пушка 10м, појединачно), квалификација за Олимпијске игре 2012. године.

## 2012.
Европско првенство (Финска): сребрна медаља (ваздушна пушка 10м, екипно са Андреом Арсовић и Драганом Тодоровић).

### Олимпијске игре 2012.
Учесница је Летњих олимпијских игара 2012. године у дисциплинама ваздушна пушка 10м и МК пушка тростав 50м.
4. августа 2012. као другопласирана квалификује се у финале дисциплине МК пушка тростав 50м, у коме истог дана задржава своју позицију и осваја сребрну медаљу. Ово је друга медаља коју је Србија освојила на Олимпијади 2012. године и укупно 100. медаља Србије на Олимпијским играма.

## Награде

### Друге награде
- 2012: Награда Браћа Карић

## Остало
Ивана је ћерка познатог српског и југословенског првака у стрељаштву, Горана Максимовића. Од 2015. године је у браку са кошаркашем Данилом Анђушићем. Ивана је велики навијач Црвене звезде.